# Sphenomorphus zimmeri
Espèce
Synonymes
- Lygosoma zimmeri Ahl, 1933

Sphenomorphus zimmeri est une espèce de sauriens de la famille des Scincidae.

## Répartition
Cette espèce est endémique de Sulawesi en Indonésie.

## Étymologie
Cette espèce est nommée en l'honneur de Carl Wilhelm Erich Zimmer (1873–1950).

## Publication originale
- Ahl, 1933 : Ergebnisse der Celebes und Halmahera Expedition Heinrich 1930-32. Reptilien und Amphibien. Mitteilungen aus dem Zoologischen Museum in Berlin, vol. 19, p. 577-583.